# پلیس رفیق

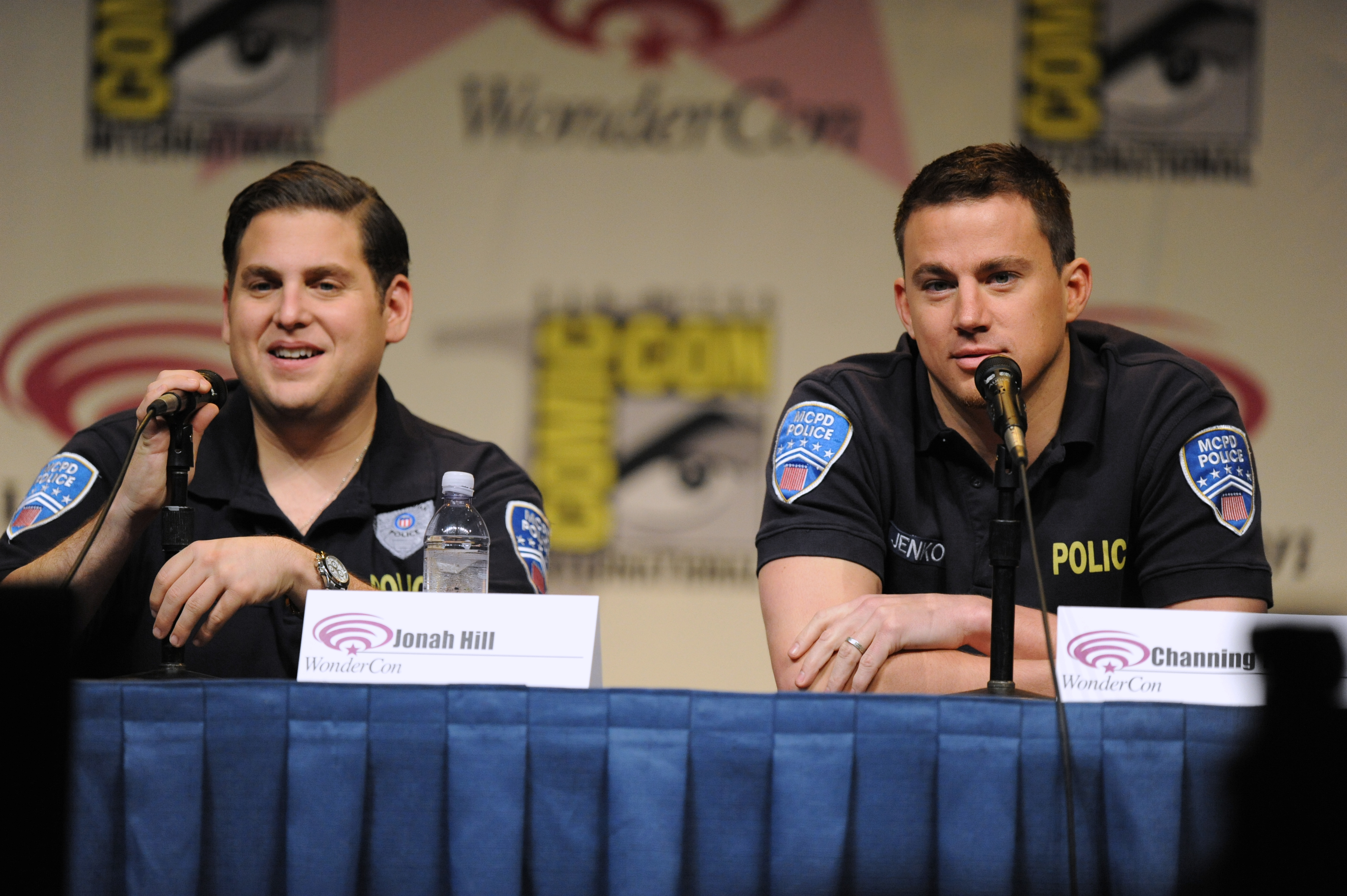
جوناه هیل و چنینگ تیتوم برای فیلم خیابان جامپ شماره ۲۱

پلیس-رفیق (انگلیسی: Buddy cop) یک ژانر سینمایی و تلویزیونی که شامل دو نفر با شخصیت‌های بسیار متفاوت و متضاد می‌شود که مجبور می‌شوند برای حل یک جنایت یا شکست دادن جنایتکاران با یکدیگر همکاری کنند و گاهی اوقات در این فرایند از یکدیگر یادمی‌گیرند. این دو معمولاً یا افسران پلیس یا مأموران مخفی هستند، اما برخی از فیلم‌ها یا سریال‌های تلویزیونی که دربارهٔ دو افسر نیستند، ممکن است همچنان به‌عنوان فیلم و سریال‌های تلویزیونی با پلیس رفاقت کنند. این زیر ژانر فیلم‌های دوستانه است. آنها می‌توانند کمدی یا اکشن دلهره‌آور باشند. اغلب، اگرچه نه همیشه، این دو قهرمان از قومیت‌ها یا فرهنگ‌های متفاوتی هستند. با این حال، صرف نظر از قومیت، تفاوت اصلی معمولاً در این است که یکی از دیگری «وحشی‌تر» است. این فیلم‌ها گاهی اوقات شامل نوعی طیف پلیس خوب/پلیس بد نیز می‌شوند، که در آن یکی از شرکا مهربان‌تر و مطیع قانون است، در حالی که دیگری یک افسر پلیس خیابانی و خشن است که تمایل به شکستن قوانین نیز دارد. یکی دیگر از طرح‌های متداول این ژانر، قرار دادن یکی از شرکا در محیطی ناآشنا (مثل یک شهر یا کشور خارجی) در این موارد معمولاً توسط طرف مقابل هدایت می‌شوند. راجر ایبرت در بررسی خود از ساعت شلوغی، اصطلاح «فیلم وونزا» را برای توصیف این زیر ژانر ابداع کرد.

## تاریخچه
فیلم ژاپنی سگ ولگرد محصول ۱۹۴۹ آکیرا کوروساوا، با بازی توشیرو میفونه و تاکاشی شیمورا، پیش‌درآمد ژانر فیلم پلیس رفیق محسوب می‌شود، دیگر پیشگامان اولیه ژانر فیلم پلیس رفیق، فیلم آمریکایی در در گرمای شب محصول سال ۱۹۶۷ است. این ژانر بعداً با فیلم ۴۸ ساعت در سال ۱۹۸۲ با بازی ادی مورفی و نیک نولتی محبوب شد، سپس فیلم پلیس بورلی هیلز در سال ۱۹۸۴ همراه با دنباله آن پلیس بورلی هیلز ۲ در سال ۱۹۸۷، هر سه از موفق‌ترین فیلم‌های پلیس رفیق هستند. این ژانر با فیلم دویدن از ترس در سال ۱۹۸۶ با بازی گرگوری هاینز و بیلی کریستال و فیلم اسلحه مرگبار در سال ۱۹۸۷ با بازی مل گیبسون و دنی گلاور محبوبیت بیشتری پیدا کرد. این ژانر چندین بار توسط خالق سلاح مرگبار، شین بلک، مورد بازبینی قرار گرفت، و او به نوشتن آثاری چون؛ آخرین پسر پیشاهنگ (۱۹۹۱)، آخرین قهرمان اکشن (۱۹۹۳)، بوس بوس بنگ بنگ (۲۰۰۵) و مردان خوب (۲۰۱۶) ادامه داد، که همگی از شرکای نامتناسب استفاده می‌کنند. از نمونه مجموعه تلویزیونی این سبک فیلمسازی می‌توان به سریال هشدار برای کبرا ۱۱ اشاره کرد.